# 베유 군
수학에서 (Weil 1951)이 소개한 베유 군은 유체론에 사용되는 국소체 또는 대역체의 절대 갈루아 군을 수정한 것이다. 이러한 체 {\displaystyle F}의 경우 베유 군은 일반적으로 {\displaystyle W_{F}}로 표시된다. 갈루아 군의 "유한 수준" 수정도 존재한다. {\displaystyle E:F}가 유한 확대인 경우 {\displaystyle E:F}의 상대 베유 군은 {\displaystyle W_{E:F}:=W_{F}/W_{E}^{c}}이다. (여기서 위 첨자 c는 교환자 부분 군을 나타낸다).
베유 군에 대한 자세한 내용은 (Artin & Tate 2009), (Tate 1979)  또는 (Weil 1951)을 참조.

## Class formation
기본류 {\displaystyle u_{E:F}\in H^{2}(E:F,A^{F})}를 갖는 class formation의 베유 군은 유체론의 다양한 공식화, 특히 랭글랜즈 프로그램에 사용되는 일종의 수정된 갈루아 군이다.
{\displaystyle E:F}가 일반 레이어인 경우 {\displaystyle E:F}의 (상대) 베유 군 {\displaystyle W_{E:F}}는  {\displaystyle H^{2}}의 기본류 {\displaystyle u_{E:F}\in H^{2}({\text{Gal}}(E:F),A^{F})}에 해당하는 확대
{\displaystyle 1\rightarrow A^{F}\rightarrow W_{E:F}\rightarrow {\text{Gal}}(E:F)\rightarrow 1}
(두 번째 군 코호몰로지의 원소를 중앙 확장으로 해석)이다. 전체 구성의 베유 군은 모든 레이어 {\displaystyle E:F}의 베유 군의 역극한으로 정의된다. {\displaystyle F}의 경우 {\displaystyle G}의 열린 부분 군이다.
class formation의 상호 사상 {\displaystyle (G,A)}는 {\displaystyle A^{G}}에서 베유 군의 아벨화로의 동형사상을 유도한다.

## 아르키메데스 국소체
아르키메데스 국소체의 경우 베유 군은 설명하기 쉽다. {\displaystyle \mathbb {C} }의 경우 0이 아닌 복소수들의 곱셈군 {\displaystyle \mathbb {C} ^{\times }}이고, {\displaystyle \mathbb {R} }의 경우 {\displaystyle \mathbb {C} ^{\times }}에 의한 갈루아 군의 2차 비분해 확대이고 0이 아닌 사원수의 부분 군 {\displaystyle \mathbb {C} ^{\times }\cup j\mathbb {C} ^{\times }}로 식별될 수 있다.

## 유한체
유한 체의 경우 베유 군은 무한 순환군이다. 프로베니우스 자기동형사상에 의해 구별되는 생성원이 제공된다. 산술 프로베니우스와 같은 용어에 대한 특정 관례는 여기서 생성원을 고정하는 것(프로베니우스 또는 그 역수)으로 거슬러 올라간다.

## 국소체
표수 {\displaystyle p>0}인 국소체의 경우, 베유 군은 상수 체(모든 유한 부분 체의 합집합)에서 프로베니우스 자기동형사상의 거듭제곱으로 작용하는 절대 갈루아 군의 부분 군이다.
p-진 체의 경우 베유 군은 절대 갈루아 군의 조밀 부분 군이며 잉여체의 갈루아 군에 있는 상이 프로베니우스 자기동형사상의 적분 거듭제곱인 모든 원소로 구성된다.
보다 구체적으로, 이러한 경우 베유 군은 부분 공간 위상이 아니라 더 미세한 위상을 갖는다. 이 위상은 관성 부분 군에 부분 공간 위상을 제공하고 베유 군의 개방형 부분 군이 되도록 부과하여 정의된다. (결과적인 위상은"locally profinite"이다.)

## 함수체
표수 {\displaystyle p>0}인 대역체(함수체)의 경우 베유 군은 상수 체(모든 유한 부분 체의 합집합)에서 프로베니우스 자기동형사상의 거듭제곱으로 작용하는 원소들의 절대 갈루아 군의 부분 군이다.

## 수체
수체의 경우 확장을 구성하기 위해 여순환을 사용하지 않고는 베유 군의 "자연스러운" 구성이 알려진 바 없다. 베유 군에서 갈루아 군으로의 사상은 전사이며 그 핵은 베유 군의 항등원과 연결된 성분이므로 상당히 복잡하다.

## 베유–들리뉴 군
비아르키메데스 국소체 {\displaystyle K}의 베유-드릴뉴 군 스킴 (또는 간단히 베유-들리뉴 군){\displaystyle W_{K}}는 Deligne (1973)이 도입한 1차원 가법 군 스킴 {\displaystyle G_{a}}에 의한 베유 군 {\displaystyle W_{K}}의 확대이다. 이 확대에서 베유 군은 다음과 같이 가법 군에 작용한다.
{\displaystyle \displaystyle wxw^{-1}=||w||x}
여기서 {\displaystyle w}는 q차 잉여체에 {\displaystyle a\rightarrow a^{||w||}}로 작용한다. {\displaystyle ||w||}는 q의 거듭제곱이다.
{\displaystyle K}에 대한 {\displaystyle {\text{GL}}_{n}}에 대한 국소 랭글랜즈 대응 (현재 증명됨)은 {\displaystyle {\text{GL}}_{n}(K)}의 기약 허용 가능한 표현의 동치류와 {\displaystyle K}의 베유-들리뉴 군의 특정 n 차원 표현 사이에 자연스러운 전단사가 있음을 나타낸다.
베유–들리뉴 군은 종종 표현을 통해 나타난다. 이러한 경우 베유–들리뉴 군은 때때로 {\displaystyle W_{K}\times {\text{SL}}(2,\mathbb {C} )} 또는 {\displaystyle W_{K}\times {\text{SU}}(2,\mathbb {R} )}로 여겨지거나 단순히 제거되고 {\displaystyle W_{K}}의 베유–들리뉴 표현이 대신 사용된다.
아르키메데스의 경우 베유–들리뉴 군은 단순히 베유 군으로 정의된다.

## 같이 보기
- 랭글랜즈 군
- 샤파레비치–베유 정리

## 참고문헌
- Artin, Emil; Tate, John (2009) [1952], 《Class field theory》, AMS Chelsea Publishing, Providence, RI, ISBN 978-0-8218-4426-7, MR 0223335
- Deligne, Pierre (1973), 〈Les constantes des équations fonctionnelles des fonctions L〉, 《Modular functions of one variable, II (Proc. Internat. Summer School, Univ. Antwerp, Antwerp, 1972)》, Lecture notes in mathematics 349, Berlin, New York: Springer-Verlag, 501–597쪽, doi:10.1007/978-3-540-37855-6_7, ISBN 978-3-540-06558-6, MR 0349635
- Kottwitz, Robert (1984), “Stable trace formula: cuspidal tempered terms”, 《Duke Mathematical Journal》 51 (3): 611–650, CiteSeerX 10.1.1.463.719, doi:10.1215/S0012-7094-84-05129-9, MR 0757954
- Rohrlich, David (1994), 〈Elliptic curves and the Weil–Deligne group〉,   Kisilevsky, Hershey; Murty, M. Ram, 《Elliptic curves and related topics》, CRM Proceedings and Lecture Notes 4, American Mathematical Society, ISBN 978-0-8218-6994-9
- Tate, J. (1979), 〈Number theoretic background〉, 《Automorphic forms, representations, and L-functions Part 2》, Proc. Sympos. Pure Math., XXXIII, Providence, R.I.: Amer. Math. Soc., 3–26쪽, ISBN 978-0-8218-1435-2
- Weil, André (1951), “Sur la theorie du corps de classes (On class field theory)”, 《Journal of the Mathematical Society of Japan》 3: 1–35, doi:10.2969/jmsj/00310001, ISSN 0025-5645, reprinted in volume I of his collected papers, ISBN 0-387-90330-5